# Jazz modale
Il jazz modale (modal jazz) è uno degli stili del jazz nato nella seconda metà del  Novecento, la cui pietra fondante è datata anni cinquanta e consiste nel libro di teoria musicale Lydian Chromatic Concept of Tonal Organization (The art and science of tonal gravity) di George Russell. Dal punto di vista discografico, quasi tutti i critici identificano Kind of Blue di Miles Davis (1959) come il primo album modale della storia del jazz, anche se alcuni lavori precedenti ne preannunciavano la diffusione, come ad esempio Somethin' Else di Julian Cannonball Adderley (1958) e Milestones dello stesso Miles Davis (1958). 

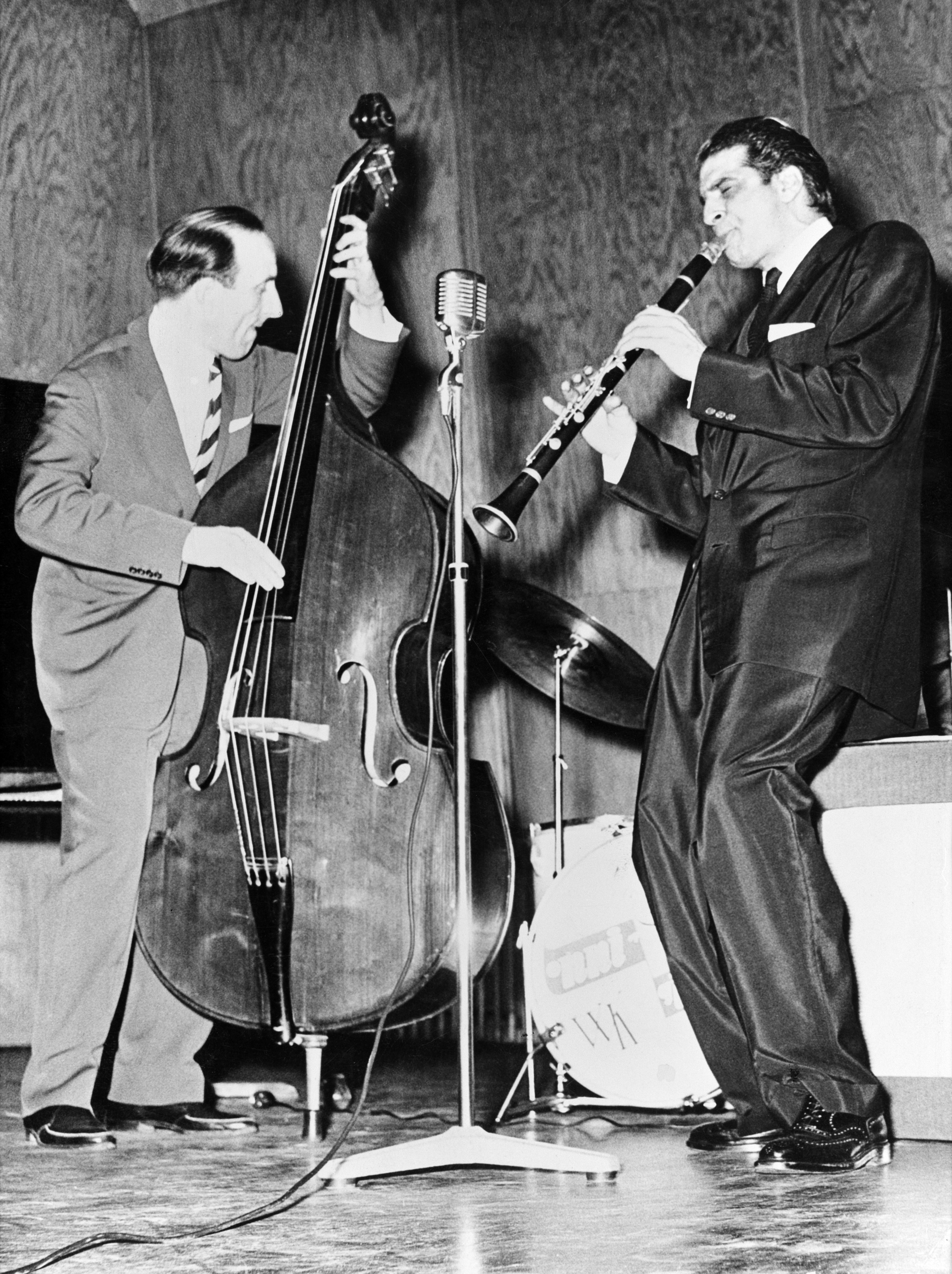
Il clarinettista Tony Scott

Al di fuori dei primi esperimenti di George Russell, è possibile identificare come uno dei primi brani di stampo jazz modale Aeolian Drinking Song, inciso sull'album del 1956 The touch of Tony Scott del clarinettista Tony Scott, in formazione di quartetto con al piano un giovane Bill Evans, che avrebbe poi partecipato alla registrazione del celeberrimo disco Kind of Blue di Miles Davis.
Il brano Glass Enclosure del pianista Bud Powell è uno dei primissimi brani ad utilizzare un accordo lidio, quindi con l'aggiunta dell'#11, nella storia del jazz.
Altri album notevoli furono in seguito My Favorite Things del 1960, Impressions del 1963 di John Coltrane e Maiden Voyage di Herbie Hancock del 1965.

## Principi
Il jazz modale sostanzialmente svincola la progressione degli accordi dalla tonalità del brano (cioè non richiede che gli accordi siano necessariamente rispondenti alle regole dell'armonia tonale, ossia costruiti per armonizzazione dei vari gradi della tonalità). Inoltre associa ad ogni accordo differenti scale "modali", ciascuna con una sua tonica, dalle molteplici e differenti sfumature, sempre in maniera indipendente e svincolata dalla tonalità.
Nell'analizzare questo genere musicale si può infatti parlare di applicazione successiva di differenti scale modali (non necessariamente diatoniche, ma ad esempio anche pentatoniche) invece che di successione di accordi: 
nella composizione di frasi e periodi musicali si usano frammenti di scale modali fra loro in relazione, mentre il passaggio da un periodo ad un altro (caratterizzato da altro accordo o scala modale) avviene mediante particolari soluzioni melodiche, senza che i suoni siano mai in evidente relazione con una tonalità.
Si ragiona quindi prevalentemente in maniera scalare (ossia pensando "per scale") e le stesse armonizzazioni e costruzioni di accordi possono muovere su tutta l'estensione di una data scala, potendo impiegare potenzialmente qualsiasi nota. Viene così a perdersi la simbiosi tra armonia e melodia che aveva contraddistinto tutta la produzione jazzistica fino all'avvento del jazz modale.
Nasce come reazione al Bebop e all'Hard bop, che avevano incrementato le strutture jazzistiche con progressioni armoniche di tipo tonale caratterizzate da numerosi accordi diversi e numerose sostituzioni armoniche, spesso accompagnate da un ritmo ossessivo, opponendo ad essi la ricerca di una situazione musicale più distesa sia sul tempo che sull'armonia.
Il metodo sortisce i suoi primi effetti alla fine degli anni cinquanta e si sviluppa anche nella metà degli anni sessanta con l'intento di portare innovazione nel linguaggio jazzistico e soprattutto per distaccarsi dall'aggressività dell'Hard bop.
Inoltre questo nuovo stile sfruttava scale sostitutive, accordi (svincolati dalla tonalità) costruiti per intervalli di quarta o quinta (anziché per terze, come nella musica tonale tradizionale) e più libertà nel fraseggio.

## Aspetti tecnici

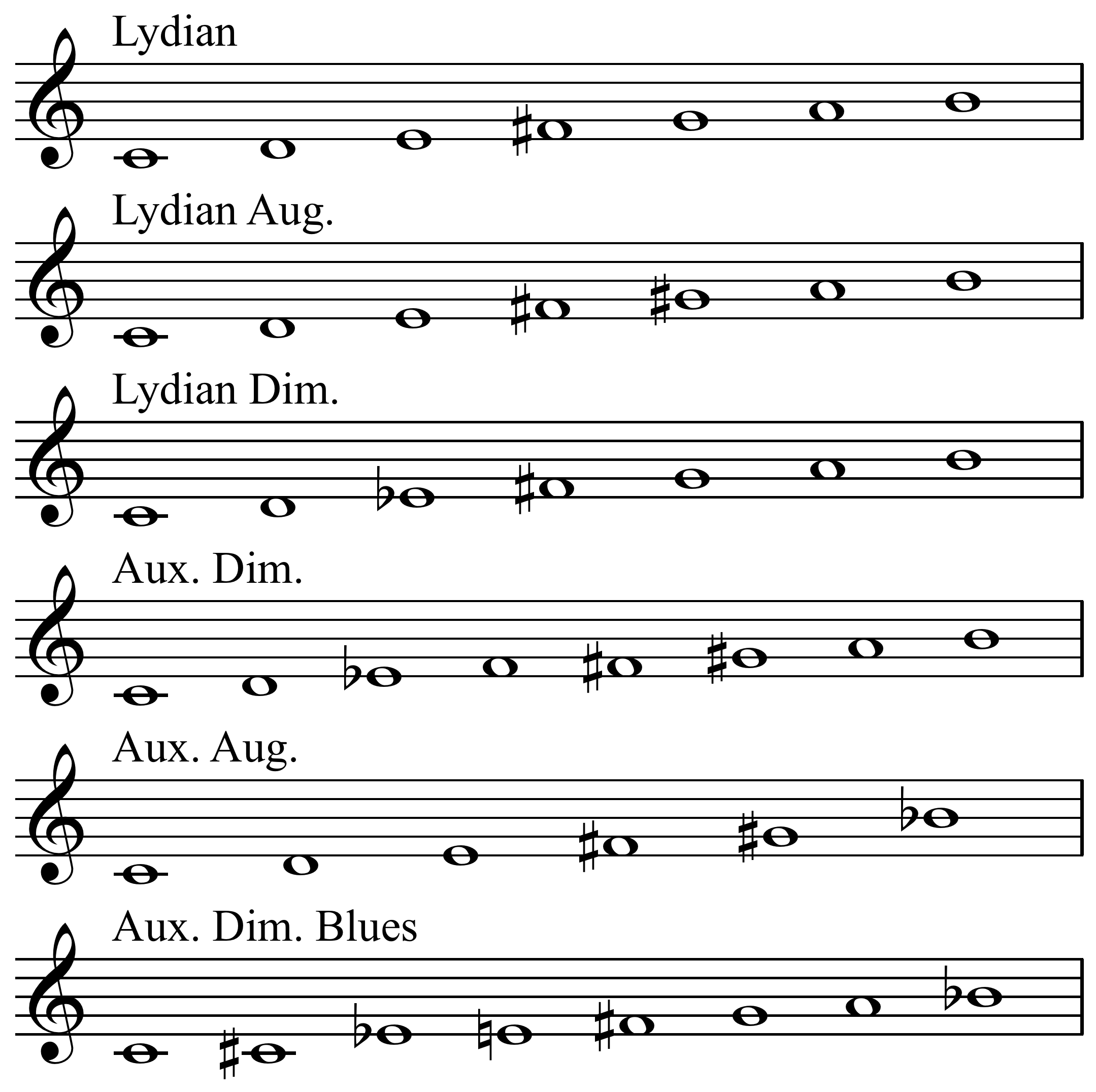
Le scale utilizzate nel sistema di Russell

I primi autori utilizzatori del Novecento furono Miles Davis, e Bill Evans corresponsabile, perché detentore della parte armonica e perché precedentemente aveva lavorato alla corte del pianista George Russell, inventore di questo metodo.
Le scale non derivano più da alcun sistema, sono indipendenti, ma collegabili tra loro.
In seguito troviamo Wayne Shorter come principale compositore ed esecutore di brani modali complessi.
Alcune regole:
- si possono usare progressioni tipiche e appartenenti ad un dato sistema scalare;
- si possono creare collegamenti scalari nuovi, armonizzando più o meno le scale tra loro.

I metodi usati sono i vecchi sistemi di collegamento tra le scale:
- collegamento tramite un basso comune a più battute o pedale, mentre la parte armonica superiore varia;
- collegamento tramite il legame della nota caratteristica tra le scale.

I metodi moderni (Persichetti, Miller) propongono un riutilizzo delle classiche scale modali, proponendole all'interno di un sistema moderno.
Le scale sono ordinate in base alle sfumature di colore tra loro, dalla più chiara alla più scura. Vengono perciò disposte secondo la seguente sequenza:
- Lidia
- Ionica
- Misolidia
- Dorica
- Eolia
- Frigia
- Locria